# Dvokrpi ginko
Dvókŕpi gínko (znanstveno ime Ginkgo biloba) ali krajše samo gínko je drevo iz družine ginkovcev. Je živi fosil, saj je po zgradbi skoraj enak preko 200 milijonov let starim fosilnim ostankom. Ginko spada med golosemenke, čeprav je ena izmed redkih rastlin brez njihovih očitnih znakov.
Domovina ginka je Kitajska. V naravi je skoraj izumrl, veliko pa ga gojijo v samostanskih in drugih vrtovih in parkih, zaradi njegove estetske in zdravilne vrednosti. Kitajci ginko imenujejo Ya Chio, kar pomeni drevo z račjimi nogami, ker njegovi pahljačasti listi spominjajo na račjo plavut. Latinsko in slovensko rodovno ime (slovensko ginko oz. latinsko Ginkgo) pa izhajata iz japonščine, kjer ga zaradi oblike in barve semen imenujejo srebrna marelica – ginkyo. Vrstno ime (biloba, = dvokrpi) je dobil zato, ker so pahljačasti listi preklani na dva dela.
V Evropske parke je ginko prišel že v 17. stoletju, za zdravljenje pa smo ga Evropejci začeli uporabljati šele pred približno 50 leti.

## Zdravilnost
Razne pripravke in čaje iz listov ginkovih dreves so pripravljali in uporabljali v najstarejših civilizacijah Kitajske, Indije, Japonske, zadnje čase pa se vse bolj uporabljajo tudi v Evropi in zlasti v ZDA, kjer je uporaba teh pripravkov dosegla prvo mesto med zelišči v letu 1997. Zdravila narejena iz ginka so uspešna za izboljšanju krvnega obtoka (v možganih, nogah, notranjem ušesu),pri izgubi spomina in miselnih sposobnosti in za izboljševanje stanja po prestani možganski kapi. V ljudski medicini se uporablja tudi pri   odpravljanju glavobolov, migren, srčne aritmije, astme, predmenstrualnih težavah, bledosti, diareji, pri začetnih pojavih glaukoma in pri Alzheimerjevi bolezni. Mesnat semenski ovoj ženskih dreves gingka je strupen in se ne sme uporabljati surov niti posušen. Močno smrdi po masleni kislini (vonj po žarkem maslu). Jedrca semen so po okusu podobna pinjolam in se uporabljajo v kitajski kulinariki.
Ginko je dandanes najbolj prodajano zdravilo rastlinskega izvora na svetu. Najpomembnejši uporabi sta pri stanjih, ki se nanašajo na delovanje možganov (spomin, miselna sposobnost, okrevanje po prestani kapi) in stanja, povezana s prekrvavitvijo nog (občasno šepanje in periferna arterijska okluzivna bolezen). Do sedaj se je uporabljal predvsem na starejši populaciji. Danes pa poskušajo dokazati tudi delovanje na mlajših ljudeh.
Mehanizem delovanja izvlečka iz ginka še ni povsem znan. Šlo naj bi za povezavo s funkcijo žil: razširjanje žil, zmanšanje viskoznosti krvi, antioksidativno deloavnje in vpliv na nevrotransmiterje.

### Učinek izvlečka ginka na izboljšanje spoznavnih funkcij
Številne študije dokazujejo učinkovitost izvlečka ginka na izboljšanje miselnih sposobnosi starejše generacije ljudi. 
Odprta multicentrična raziskava na bolnikih, katerih povprečna starost je bila 65 let (št. bolnikov =99), je dala pomembne rezultate. Učinke zdravljenja so spremljali z merjenjem pojavnosti najpomembnejših simptomov Alzheimerjeve bolezni. Bolniki so jemali izvleček ginka 3-krat na dan. Po trimesečnem zdravljenju so se spoznavne funkcije bistveno izboljšale (izboljšan priklic besed, prepoznava besed, sposobnost razumevanja in sledenja navodilom za opravljanje nalog, večja koncentracija). Jemanje izvlečka ginka (enkratno ali dolgotrajnejše) ni imelo pozitivnih zanesljivih učinkov na katerekoli od spoznavnih funkcij na zdrave posameznike v starosti do 60 let.

### Učinek izvlečka ginka na šumenje v ušesih in vrtoglavico
V odprti klinični raziskavi je sodelovalo 150 bolnikov starejših od 45 let. Rezultati so bili spremljani objektivno (testni listi za bolnika) in objektivno (elektronistagmografija, stabilometrija). Po treh mesecih so pri 96,6 % bolnikov izmerili izboljšanje šumenja v ušesih in pri vseh izboljšanje vrtoglavice. Popolno izboljšanje je bilo prisotno pri 39,7 %. Torej izvleček ginka znatno pripomore k odpravitvi šumenja v ušesih in vrtiglavice.

### Učinek izvlečka ginka na miselno sposobnost zdravih mladih ljudi
Ideja o izboljšanju miselnih sposobnosti na mladih ljude se zdi zelo privlačna, zato so se številni znanstveniki lotili študij na mladih zdravih prostovoljcih. V dvojno slepi raziskavi, kontrolirani s placebom, so enemu delu preiskovancev dajali enkratni visok odmerek izvlečka ginka (120 mg) ali placebo. Učinek tega odmerka so testirali 4 ure po aplikaciji. Drugi del pa je prejemal vsakodnevno dnevni odmerek izvlečka ginka (120 mg na dan) ali placebo 6 mesecev. Pri vseh prostovoljcih so tekom raziskave opazovali pozornost, epizodni in delovni spomin, načrtovnaje, razpoloženje ter prilagodljivost. Pri ljudeh, ki so vzeli enkartni odmerek izvlečka, se je po 4 urah izboljšala pozornost in prepoznava vzorcev v primerjavi z osebami, ki so prejemale placebo. Na delovni spomin, načrtovanje in razpoloženje pa ni bilo učinkov. Po 6 tednih terapije z ginkom ni bilo nobenih efektov na funkcije miselnih sposobnosti. Zaključimo lahko, da enkratni visoki odmerek izvlečka ginka pozitivno vpliva le na pozornost in prepoznavanje vzorcev. Na vse ostale miselne sposobnosti pa ni zaznanega nobenega vpliva. Prav tako ni učinka večtedenskega jemanja izvlečka, kar si lahko razlagamo z razvojem tolerance na učinke ginka pri zdravih mladih ljudeh.

## Stranski učinki in interakcije z zdravili
Izvlečki ginka vsebujejo snovi, ki povzročijo širjenje žil in povečajo pretok krvi skozi kapilare. Učinkovine iz ginka zavirajo receptorje za dejavnik aktivacije trombocitov in zmanjšajo strjevanje krvi, vendar pri raziskavah na zdravih ljudeh niso opazili kliničnega učinka. Pri sočasnem jemanju antikoagulantov (acetilsalicilna kislina, varfarin) in izvlečka ginka lahko pride do spontanih krvavitev. Ginko lahko vpliva tudi na učinke blokatorjev kalcijevih kanalčkov in sredstev za zniževanje krvnega tlaka.
Pri jemanju moramo biti pozorni na ostala zdravila, ki jih sočasno jemljemo, saj izvleček ginka zavira citokrome P450 in glutation-S-transferazo.

## Sekundarni metaboliti
Najpomembnejši sekundarni metaboliti ginka so flavonoidi in terpeni. V njegovih listih so našli okoli 40 vrst flavonoidov, izmed katerih so najznačilnejše dimerne oblike, ki so po tej rastlini dobile tudi ime, npr bilobetin in ginkgetin.
Med terpeni najdemo v ginku diterpene (ginkolid A, ginkolid B, ginkolid C) in seskviterpene (bilabolid).
V listih ginka je le 0,1 do 0,9 % terpenov. V terapiji pa se uporablja obogatene standardizirane izvlečke, v katerih je 6 % terpenov in 24 % flavonoidov. 
Med sestavinami ginkovih listov velja omeniti še ginkolne kisline, ki lahko povzročajo alergije. Pri proizvodnji rastlinskih zdravilnih pripravkov te kisline odstranijo, tako da je njihova vsebnost manj kot 5 ppm. Na ameriškem tržišču, kjer se pripravki z ginkom, tako kot večina pripravkov iz zdravilnih rastlin tržijo kot prehranska dopolnila, večina pripravkov vsebuje več kot 500 ppm ginkolnih kislin, ena tretjina pripravkov pa celo več kot 25.000 ppm.
Poleg teh se v listih ginka nahaja še vrsta drugih neznačilnih snovi, ki jih najdemo tudi v drugem rastlinskem materialu: fitosteroli (sitosterol, stigmasterol), fenolne kisline (šikimna kislina, vanilinska kislina, p-kumarna kislina), sladkorji, polisaharidi, proteini...

## Ginko v umetniških upodobitvah
Ginko je upodobljen že v zelo starih umetniških upodobitvah na Kitajskih, Indijskih in Japonskih slikah ter poslikavah keramike, izdelkov iz gline, raznih uporabnih predmetov. V novejšem času so bili motivi ginkovih vej in listov ter semen pogosto uporabljeni v arhitekturnih okraskih stila Secesija in Art Nouveau tako na fasadah kot tudi samostojnih izdelkih, zlasti vitraži in barvana stekla. Motiv je uporabljen tudi pri izdelavi raznega nakita in opreme javnih prostorov. Veliko teh motivov je uporabljenih v Pragi- npr.- .

## Ginko v modi ženskih pričesk
Kitajske ženske višjega stanu so v časih  velikih kitajskih dinastij imele oblikovane svoje razkošne pričeske v obliki listov dvokrpega ginka. Kadar niso imele dovolj svojih las, so morale zaradi mode uporabiti tudi lasne vložke in posebne igle za utrditev pričeske.